# Discografie van Bryan Sutton
Bryan Sutton is een Amerikaanse gitarist en singer-songwriter. Naast zijn zes soloalbums en opnames met Ricky Skaggs en Hot Rize is hij te horen geweest als vertolker op vele albums van andere artiesten.

## Soloalbums
| Titel                                               | Label      | Publicatiedatum | Hoogste positie |
| Titel                                               | Label      | Publicatiedatum | VS bluegrass    |
| --------------------------------------------------- | ---------- | --------------- | --------------- |
| Ready to Go                                         | Sugar Hill | 2 februari 2000 | —               |
| Bluegrass Guitar                                    | Sugar Hill | 13 mei 2003     | —               |
| Not Too Far from the Tree                           | Sugar Hill | 14 maart 2006   | 8               |
| Almost Live                                         | Sugar Hill | 14 juli 2009    | 9               |
| Into My Own                                         | Sugar Hill | 29 april 2014   | 5               |
| The More I Learn                                    | Sugar Hill | 3 juni 2016     | 3               |
| "—" platen die zich niet plaatsten in de hitlijsten |            |                 |                 |

## Music videos
| Jaar | Video                 | Regisseur     |
| ---- | --------------------- | ------------- |
| 2014 | That's Where I Belong | Bill Filipiak |

## Als lid van Ricky Skaggs enKentucky Thunder
- 1997: Life is a Journey (Atlantic Records)
- 1997: Bluegrass Rules! (Rounder Records)
- 1999: Ancient Tones (Skaggs Family)
- 1999: Soldier of the Cross (Skaggs Family)

## Als lid vanHot Rize
- 2014: When I'm Free (Ten In Hand Records)

## Als producent
- 2013: Della Mae - This World Oft Can Be (Rounder Records)

## Als componist
- 2006: Casey Driessen - 3D (Sugar Hill) - nummer 2, Gaptooth (samen geschreven met Béla Fleck en Casey Driessen)

## Als sideman

### 1999 - 2002
- 1999: Dixie Chicks - Fly (Monument Records) - akoestische gitaar
- 1999: Jesse Winchester - Gentleman of Leisure (Sugar Hill) - gitaar
- 2001: Dolly Parton - Little Sparrow (Blue Eye / Sugar Hill Records) - gitaar
- 2001: Mike Burns - Walk the Water's Edge (North Co Music) - leadgitaar, ritmegitaar
- 2002: The Chieftains - Down the Old Plank Road: The Nashville Sessions (RCA Victor) - akoestische gitaar gitaar, banjo, mandoline, octaaf mandoline
- 2002: Dixie Chicks - Home (Open Wide Records / Monument / Columbia Records) - gitaar, baritongitaar
- 2002: Shana Morrison - 7 Wishes (Vanguard Records) - akoestische gitaar, mandoline

### 2003 - 2005
- 2003: The Chieftains - Further Down the Old Plank Road (RCA Victor) - akoestische gitaar, banjo, mandoline
- 2003: Martina McBride - Martina (RCA Records) - gitaar, mandoline
- 2003: Natalie MacMaster - Blueprint (Rounder) - gitaar
- 2003: Kenny Rogers - Back to the Well (Dreamcatcher) - gitaar
- 2003: Josh Turner - Long Black Train (MCA Nashville) - akoestische gitaar, resonantiegitaar, banjo
- 2003: Rhonda Vincent - One Step Ahead (Rounder) - gitaar
- 2003: various artists - O Mickey, Where Art Thou? (Walt Disney Records) - gitaar
- 2004: Maura O'Connell - Don't I Know (Sugar Hill) - gitaar
- 2004: Mindy Smith - One Moment More (Vanguard Records) - akoestische gitaar
- 2004: Montgomery Gentry - You Do Your Thing (Columbia Records) - banjo, bouzouki
- 2004: Phil Vassar - Shaken Not Stirred (Arista Nashville) - akoestische gitaar, mandoline
- 2005: Trace Adkins - Songs About Me (Capitol Nashville) - akoestische gitaar, banjo, mandoline
- 2005: Faith Hill - Fireflies (Warner Bros. Records) - akoestische gitaar, Wiessenborn
- 2005: Brad Paisley - Time Well Wasted (Arista Nashville) - mandoline
- 2005: George Strait - Somewhere Down in Texas (MCA Nashville) - akoestische gitaar
- 2005: Carrie Underwood - Some Hearts (Arista Nashville) - akoestische gitaar bij nummer 13, Too Old To Die Young
- 2005: Trisha Yearwood - Jasper County (MCA Nashville) - akoestische gitaar, steelgitaar, mandocello

### 2006 - 2007
- 2006: Trace Adkins - Dangerous Man (Capitol Nashville) - akoestische gitaar, banjo, mandoline, elektrische gitaar
- 2006: Dierks Bentley - Long Trip Alone (Capitol Records)
- 2006: Brooks & Dunn - Hillbilly Deluxe (Arista Nashville) - mandoline, akoestische gitaar, banjo
- 2006: Eric Church - Sinners Like Me (Capitol Records Nashville) - akoestische gitaar, banjo, mandoline
- 2006: JJ Heller - Only Love Remains (Stone Table) - akoestische gitaar, banjo, mandoline
- 2006: Steve Holy - Brand New Girlfriend (Curb) - akoestische gitaar
- 2006: Kenny Rogers - Water & Bridges (Capitol Nashville) - akoestische gitaar
- 2006: Linda Ronstadt en Ann Savoy - Adieu False Heart (Vanguard Records) - gitaar
- 2006: Josh Turner - Your Man (MCA Nashville) - akoestische gitaar, banjo
- 2006: Jim VanCleve - No Apologies (Rural Rhythm) - gitaar
- 2007: Brooks & Dunn - Cowboy Town (Arista Nashville) - akoestische gitaar, mandoline
- 2007: Joe Nichols - Real Things (Universal South) - akoestische gitaar, mandoline, mandocello
- 2007: Josh Turner - Everything Is Fine (MCA Nashville) - banjo, resonantiegitaar,  akoestische gitaar
- 2007: Trisha Yearwood - Heaven, Heartache and the Power of Love (Big Machine) - akoestische gitaar

### 2008 - 2009
- 2008: Trace Adkins - X (Ten) (Capitol Nashville) - akoestische gitaar, banjo, resonantiegitaar
- 2008: Brad Paisley - Play (Arista Nashville) - akoestische gitaar
- 2008: Deric Ruttan - First Time in a Long Time (On Ramp) - akoestische gitaar, mandoline, banjo, bouzouki
- 2008: Charlie Haden Family & Friends - Rambling Boy (Decca Records) - gitaar
- 2008: k.d. lang - Watershed (Nonesuch) - gitaar
- 2008: Dolly Parton - Backwoods Barbie (Dolly) - akoestische gitaar, elektrische gitaar
- 2008: Jessica Simpson - Do You Know (Epic Records) - akoestische gitaar
- 2008: Joey + Rory - The Life of a Song (Sugar Hill) - akoestische gitaar
- 2008: Taylor Swift - Fearless (Big Machine) - mandoline, akoestische gitaar, banjo
- 2008: Rhonda Vincent - Good Thing Going (Rounder) - gitaar
- 2009: Eric Church - Carolina (Capitol Nashville) - mandoline, akoestische gitaar, banjo
- 2009: Harry Connick, Jr. - Your Songs (Columbia Records) - gitaar
- 2009: Rodney Atkins - It's America (Curb) - akoestische gitaar, banjo
- 2009: Reba McEntire - Keep On Loving You (Valory) - banjo
- 2009: Adam Steffey - One More for the Road (Sugar Hill)
- 2009: Rob Thomas - Cradlesong (Emblem)

### 2010 - 2011
- 2010: Dierks Bentley - Up on the Ridge (Capitol Nashville) - akoestische gitaar, resonantiegitaar
- 2010: Johnny Mathis - Let It Be Me: Mathis in Nashville (Columbia Records) - mandoline, akoestische gitaar, banjo
- 2010: Tim O'Brien - Chicken & Egg (Howdy Skies) - gitaar
- 2010: Nora Jane Struthers - Nora Jane Struthers (Blue Pig) - gitaar
- 2010: Taylor Swift - Speak Now (Big Machine Records) - akoestische gitaar, 12-snarige gitaar, ukulele
- 2010: Josh Turner - Haywire (MCA Nashville) - gitaar
- 2010: Jimmy Webb - Just Across the River (E1 Music) - banjo, mandoline, akoestische gitaar
- 2011: Eric Church - Chief (EMI Nashville) - mandoline, akoestische gitaar, banjo
- 2011: Sara Evans - Stronger (Sony Music) - akoestische gitaar, banjo
- 2011: J. D. Souther - Natural History (eOne) - elektrische gitaar, akoestische gitaar
- 2011: Sierra Hull - Daybreak (Rounder) - gitaar
- 2011: Rodney Atkins - Take a Back Road (Curb) - mandoline, akoestische gitaar, banjo
- 2011: Matt Wertz - Weights & Wings (Handwritten) - akoestische gitaar

### 2012 - 2013
- 2012: Dierks Bentley - Home (Capitol Nashville) - mandoline, akoestische gitaar, banjo
- 2012: Diana Krall - Glad Rag Doll (Verve Records) - gitaar
- 2012: Jana Kramer - Jana Kramer (Elektra Nashville) - akoestische gitaar
- 2012: Kathy Mattea - Calling Me Home (Sugar Hill) - mandoline, banjo, akoestische gitaar, elektrische gitaar, octaaf banjo, octaaf mandoline
- 2012: Tim McGraw - Emotional Traffic (Curb) - akoestische gitaar
- 2012: Lionel Richie - Tuskegee (Mercury Records) - akoestische gitaar, mandoline
- 2012: Kenny Rogers - The Love Of God (Cracker Barrel) - akoestische gitaar, mandoline, banjo
- 2012: Josh Turner - Punching Bag (MCA Nashville) - akoestische gitaar, banjo
- 2013: Harry Connick, Jr. - Every Man Should Know (Columbia Records) - gitaar
- 2013: The Isaacs - The Living Years (Bill Gaither) - gitaar, resonantiegitaar
- 2013: Tim McGraw - Two Lanes of Freedom (Big Machine) - gitaar
- 2013: Noam Pikelny - Noam Pikelny Plays Kenny Baker Plays Bill Monroe (Compass Records) - gitaar
- 2013: Kellie Pickler - The Woman I Am (Black River) - gitaar
- 2013: Kenny Rogers - You Can't Make Old Friends (Warner Bros. Records) - akoestische gitaar, mandoline
- 2013: Peter Rowan - The Old School (Compass) - gitaar op nummer 5, Doc Watson Morning

### 2014 - heden
- 2014: Dan + Shay - Where It All Began (Warner Bros. Records) akoestische gitaar, mandoline, banjo
- 2014: Garth Brooks - Man Against Machine (RCA Records) - akoestische gitaar, mandoline
- 2014: Johnny Cash - Out Among the Stars (Columbia Records/Legacy Recordings) - akoestische gitaar, banjo op nummer 11, Don't You Think It's Come Our Time
- 2014: Eric Church- The Outsiders (EMI Records Nashville) - akoestische gitaar, 12-snarige gitaar, resonantiegitaar, mandoline, octaaf mandoline, banjo, piano, bouzouki, percussie
- 2014: The Doobie Brothers - Southbound (Arista Nashville) - akoestische gitaar, mandoline
- 2014: Florida Georgia Line - Anything Goes (Big Loud Mountain) - bouzouki, akoestische gitaar, resonantiegitaar, banjo, mandoline
- 2014: Tim McGraw - Sundown Heaven Town (Big Machine) - banjo, akoestische gitaar
- 2015: Clint Black - On Purpose (Thirty Tigers / Blacktop) - mandoline op nummer 1, Time For That
- 2015: Don Henley - Cass County (Capitol Records) - akoestische gitaar, mandoline
- 2015: Josh Groban - Stages (Reprise Records) - gitaar op nummer 2, What I Did For Love
- 2015: Carrie Underwood - Storyteller (Arista Nashville) - akoestische gitaar
- 2016: Dierks Bentley - Black (Capitol Nashville) - gitaar
- 2016: Chris Lane - Girl Problems (Big Loud) - akoestische gitaar, resonantiegitaar
- 2016: Cyndi Lauper - Detour (Sire Records) - akoestische gitaar
- 2016: Loretta Lynn - Full Circle (Legacy Records) - akoestische gitaar
- 2016: Mo Pitney - Behind This Guitar (Curb) - akoestische gitaar
- 2016: Blake Shelton - If I'm Honest (Warner Bros. Records) - akoestische gitaar
- 2017: Dailey & Vincent - Patriots and Poets (BFD / Red River) - akoestische gitaar, resonantiegitaar
- 2017: Tim O'Brien - Where the River Meets the Road (Howdy Skies) - gitaar
- 2017: Josh Turner - Deep South (MCA Nashville) - akoestische gitaar
- 2017: various artists - The Shack: Music from and Inspired by the Original Motion Picture (Atlantic Records) - banjo, bouzouki, akoestische gitaar, mandoline